# Pentastichella jaffuelii
Pentastichella jaffuelii är en bladmossart som beskrevs av Thériot 1921. Pentastichella jaffuelii ingår i släktet Pentastichella och familjen Orthotrichaceae. Inga underarter finns listade i Catalogue of Life.